# Idaho-Territorium
Das Idaho-Territorium war ein historisches Hoheitsgebiet der Vereinigten Staaten. Es bestand vom 4. März 1863 bis zum 3. Juli 1890, als das Territorium als 43. Bundesstaat Idaho in die Union aufgenommen wurde. Die territoriale Hauptstadt war zuerst Lewiston und wurde dann 1865 nach Boise verlegt.

## Geschichte

### 1860er
Das Territorium wurde durch ein vom US-Kongress verabschiedetes Gesetz am 4. März 1863 geschaffen, das der Präsident Abraham Lincoln unterzeichnete. Es wurde aus bereits existierenden Territorien geschaffen. Das Gebiet westlich der Kontinentalen Wasserscheide war vorher Teil des Oregon- und Washington-Territoriums, wohingegen der Großteil des Gebietes östlich der Kontinentalen Wasserscheide zum Dakota-Territorium gehört hatte. Das ursprüngliche Territorium umfasste einen Großteil der heutigen Staaten Idaho, Montana und Wyoming.
Wenngleich das Gefecht am Bear River (Bear River Massacre) im heutigen Franklin County als die westlichste Schlacht im Amerikanischen Bürgerkrieg angesehen wird, wurde im Territorium der Sezessionskrieg und die nachfolgende Reconstruction als weit entferntes Problem gesehen, was umgekehrt zu einem Anstieg der Besiedelung im relativ stabilen Idaho führte.
1864 wurden im Osten des Territoriums Teile abgespalten: Das nordöstliche Teilstück des Territoriums östlich der Bitterrootkette (engl. Bitterroot Range) ging an das neugeschaffene Montana-Territorium, der südöstliche Teil zurück an das Dakota-Territorium.
In den späten 1860er Jahren wurde das Idaho-Territorium eine neue Heimat für viele vertriebene Südstaaten-Demokraten, die während des Amerikanischen Bürgerkrieges für die Konföderierten Staaten kämpften. Diese Leute waren dann in den frühen territorialen Parlamenten gut vertreten und stießen oft mit dem ernannten republikanischen Territorialgouverneur zusammen. Der politische Nahkampf wurde 1867 brutaler, als Gouverneur David W. Ballard um Schutz gegen das territoriale Parlament durch Bundestruppen ersuchte, die bei Fort Boise stationiert waren. In den 1870er-Jahren entspannte sich die Situation deutlich.
1868 wurde das Gebiet östlich des 111. Längengrades dem neu geschaffenen Wyoming-Territorium zugeschlagen. Damit nahm das Idaho-Territorium allmählich die heutigen Grenzen an. Die Entdeckung von Gold, Silber und anderer wertvoller Bodenschätze zu Beginn der 1860er Jahre sowie die Fertigstellung der Transcontinental Railroad 1869 brachten neue Leute in das Territorium. Der Bergbau und andere Rohstoffindustrien wurden zunehmend wichtig für seine Wirtschaft, so exportierte Idaho bis zu den 1890er Jahren mehr Blei als jeder andere Staat.

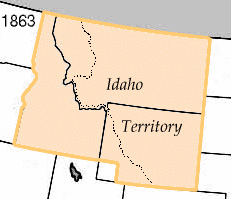
Idaho-Territorium (1863)
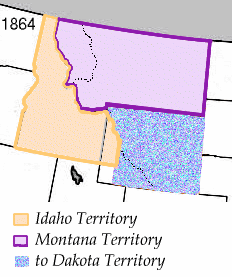
Gebiete, die an das Montana- und das Dakota-Territorium abgetreten wurden. (1864)
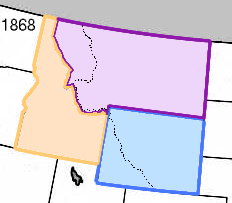
Idaho-, Montana- und Wyoming-Territorien (1868)

### 1870er

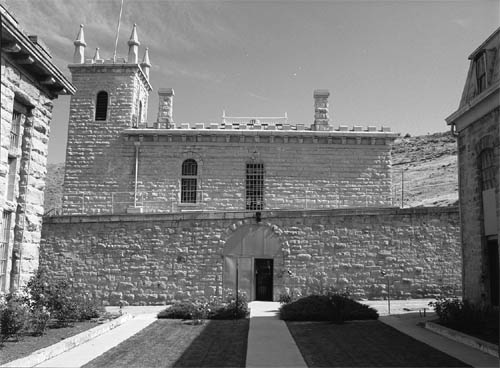
Eingang zur alten Strafanstalt

Der Baubeginn für das Idaho Territorial Prison war 1870, und fertiggestellt wurde es 1872. Das noch bis 1973 genutzte Gebäude wurde 1974 in das National Register of Historic Places für seine Aussagekraft als Territorialgefängnis aufgenommen. Auf dem Gelände finden sich heute Museen und ein Arboretum.
Unmittelbar nach Einrichtung des Territoriums wurde ein allgemeines Schulsystem geschaffen und Postkutschenlinien wurden eingerichtet. Reguläre Zeitungen waren von 1865 an in Lewiston, Boise und Silver City erhältlich. Die erste Telegrafenlinie erreichte 1866 Franklin und 1874 Lewiston als erste Stadt im nördlichen Idaho.
Die Mormonen bildeten in Idaho eine beträchtliche Minderheit, und andere Volksgruppen misstrauten ihnen. Dies führte dazu, dass bis 1882 angesehene und mächtige Idahoer die mormonischen Wähler im Idaho-Territorium erfolgreich vom aktiven Wahlrecht ausschlossen, was sie mit ihrer gesetzeswidrigen Ausübung der Polygamie begründeten. Idaho konnte sechs Jahre vor Utah in die Union aufgenommen werden, obwohl das Utah-Territorium eine größere Bevölkerungszahl aufwies und viel länger besiedelt gewesen war.

### 1880er
Die Verlegung der Hauptstadt von Lewiston nach Boise verschaffte den Initiativen massiven Zulauf, die eine Teilung des Territoriums in zwei Regionen forderten. Im Jahr 1887 wäre das Idaho-Territorium beinahe zwischen dem Washington-Territorium (Nordteil) und dem Bundesstaat Nevada aufgeteilt worden, allerdings verweigerte Präsident Grover Cleveland aus Gefälligkeit zu Gouverneur Edward A. Stevenson die Unterzeichnung eines entsprechenden Gesetzentwurfs.
1889 wurde das im Norden gelegene Moscow als Sitz für die University of Idaho bestimmt, anstatt des zuvor geplanten Standortes am Eagle Rock (heute Idaho Falls) im Süden. Dies sollte die Einwohner des nördlichen Idaho für den Verlust der Hauptstadt entschädigen.